# ساكن العبد الربيدي (لودر)

تعديل مصدري - تعديل

ساكن العبد الربيدي هي إحدى قرى عزلة زارة بمديرية لودر التابعة لمحافظة أبين، بلغ تعداد سكانها 24 نسمة حسب تعداد اليمن لعام 2004.